# Marschalken von Schiltberg
Die Marschalken von Schiltberg (auch Schildberg, Schiltberger, Schildberger, Schiltberch oder Schildberch), eines der ältesten bayerischen Adelsgeschlechter (erste urkundliche Erwähnung 1031), wohnten auf der Burg auf dem Hofberg bei Schiltberg und waren somit unmittelbare Nachbarn der Pfalzgrafen von Wittelsbach, aus denen das spätere Herzogs- und Königsgeschlecht hervorging. Die Adelsfamilie war im Besitz des Marschalkenamtes am Hofe der Wittelsbacher und auch die Hochgerichtsbarkeit stand in ihrer Macht.
Nach dem Aussterben der Hauptlinie im 13. Jh. blieb die luitoldische Linie, welche durch Luitold II. den Bruder von Berchthold V., begründet wurde, weiter bestehen.

## Bedeutende Familienmitglieder
- Berchthold I. (11. Jh.), bayerischer Ritter
- Berchtohld II. (um 1130), Marschalk
- Berchthold V. (um 1220), Marschalk und Kreuzritter (Kreuzzug von Damiette)
- Luitold II. (um 1226), Begründer der luitoldischen Linie
- Luitold III. (um 1254), Domherr in Konstanz
- Berchthold VI. (um 1247), Marschalk
- Konrad (um 1270), Domherr in Regensburg
- Ulrich II. (um 1272), Marschalk
- Heinrich Schiltberger (um 1368), Bürgermeister von Aichach
- Johannes Schiltberger (* 1381; † nach 1427), Kreuzritter (Kreuzzug von Nikopolis), Orientreisender und Kämmerer
- Johannes Schildberger († 25. Juli 1583), Geheimrat und Bürgermeister der Reichsstadt Dinkelsbühl
- Jakob Marschalk von Schlitberg († 1902), General Arzt in München[4]

## Wappen
Blasonierung: Im Schild drei Wecken.
Tingierung und Helmzier sind nicht überliefert.